# 安全情报服务
安全情报服务 （捷克语：Bezpečnostní informační služba，英语：Security Information Service，简称BIS）是捷克共和国公民情报机构之一。专责捷克共和国境内的反情报活动。本局负责保卫捷克的安全，应对危及国家安全的秘密组织的威胁。这些威胁包括恐怖主义，谍报活动和大规模杀伤性武器的扩散保护国家敏感信息资产和关键性国家基础设施.它创建于1994年其总部坐落在布拉格。自2003年以来Jiří Lang将是安全情报服务的经理。

## 安全情报服务
捷克政府就本情报机构的行为与活动对议会负责。本情报服务的司法管辖权是指法令第153/1994号。
安全情报服务 和捷克警方，国内和外国情报服务合作。
情报收集是本服务工作的中心。
安全情报服务通过一系列手段获取情报。主要手法有：
- 秘密情报人力资源
  - 特工，或"秘密情报人力资源"是能够就调查目标提供秘密报告的人力资源。特工不属于情报局。本局将职员称为"官员"，而非"特工"。
- 直接监视
  - 直接监视涉及秘密监视目标的举动、对话和其它活动。
- 通讯截取 （COMMINT）
  - 通讯截取，如监听某特定电话或打开、阅读目标信件或电子邮件中的内容，必须由国务大臣（通常为内政大臣）签署监视状授权方可执行。
- 侵入式监视
- 开放源代码[3]

## 历任首长
| 历任首长一览表     | 历任首长一览表 | 历任首长一览表         |
| 名字               | 时间           | 照片                   |
| ------------------ | -------------- | ---------------------- |
| Stanislav Devátý   | 1994-1997      | （页面存档备份，存于） |
| Karel Vulterin     | 1997-1999      |                        |
| Jiří Růžek         | 1999-2003      | （页面存档备份，存于） |
| Jiří Lang (Špalík) | 2003 -         | （页面存档备份，存于） |